# Santa Marta (manzana)
Santa Marta es el nombre de una variedad cultivar de manzano (Malus domestica). Esta manzana es originaria de Galicia, está cultivada en la colección de árboles frutales y banco de germoplasma de Mabegondo con el Nº 389; ejemplares procedentes de esquejes localizados en Santiago de Partovia, parroquia del concello de Carballiño (Orense).

## Sinónimos
- "Manzana Santa Marta",[4][5]
- "Maceira Santa Marta".

## Características
El manzano de la variedad 'Santa Marta' tiene un vigor de vigoroso, productivo. Tamaño grande y porte erguido.
Época de inicio de brotación a partir del 17 de marzo y de floración a partir de 20 de abril.
Las hojas tienen una longitud del limbo de tamaño desconocido, con la máxima anchura del limbo desconocido. Longitud de las estípulas es desconocido y la máxima anchura de las estípulas es desconocido. Denticulación del borde del limbo es desconocido, con la forma del ápice del limbo desconocido y la forma de la base del limbo es desconocido. Con subestípulas presentes.
Sus flores tienen una longitud de los pétalos media, anchura de los pétalos es media, disposición de los pétalos en contacto entre sí, con una longitud del pedúnculo media.
La variedad de manzana 'Santa Marta' tiene un fruto de tamaño medio, de forma globosa, de color rojo, con chapa completa, e intensidad fuerte. Epidermis de textura suave sin pruina en su superficie, y con presencia de cera media. Sensibilidad al "russeting" (pardeamiento áspero superficial que presentan algunas variedades) muy poco sensible. Con lenticelas de tamaño mediano.
Los sépalos están dispuestos de forma completamente replegados, y libres en su base; su fosa calicina es muy profunda de una anchura ancha. Pedúnculo de grosor grueso y de longitud corto, siendo la cavidad peduncular de una profundidad profunda y de anchura ancha. Con pulpa de color crema, de firmeza es intermedia y textura intermedia; su jugosidad es seca con sabor de acidez baja, dulzor medio-bajo y aromática.
Época de maduración y recolección a partir del 8 de agosto. 'Santa Marta' es una manzana que se utiliza como manzana de mesa.

## Susceptibilidades
- Oidio: ataque débil
- Moteado: ataque débil
- Raíces aéreas: ataque débil
- Momificado: no presenta
- Pulgón lanígero: ataque medio
- Pulgón verde: ataque débil
- Araña roja: no presenta
- Chancro del manzano: no presenta[3]